# زونداپ ۹-۰۹۲
زونداپ ۹–۰۹۲ (به انگلیسی: Zündapp 9-092) یک موتور هواگرد ساختِ کارخانهٔ زونداپ است.